# Jean Boisselier
Jean Boisselier (* 26. August 1912 in Paris; † 26. August 1996 in Paris) war ein französischer Archäologe und Kunsthistoriker, der sich mit klassischer Kunst des südostasiatischen Festlands, insbesondere des Khmer-Reichs von Angkor, Champas und Thailands, beschäftigte.

## Leben
Jean Boisselier war ein Sohn des Malers Henri Boisselier (1881–1959). Sein Interesse für südostasiatische Architektur und Kunst wurde im Alter von zehn Jahren durch eine Abbildung von Angkor Wat in der Zeitschrift L’Illustration geweckt. Er studierte an der Pariser École des beaux-arts, unter anderem bei Paul Bellugue, der sich ebenfalls mit Khmer-Skulptur beschäftigte, und wurde anschließend Zeichenlehrer. Zu Beginn des Zweiten Weltkriegs war Boisselier Leutnant der Artillerie, wurde aber bereits im Juni 1940 gefangen genommen und blieb bis zum Kriegsende 1945 in einem Offizierslager in Westfalen.
Danach nahm er ein Studium der Kunstgeschichte an der École du Louvre auf, das er 1952 mit einer Arbeit über die Statuen der Khmer bei Philippe Stern abschloss. Bereits 1949 trat er in den Dienst der École française d’Extrême-Orient (EFEO) und ging als Mitarbeiter von Henry Marchal nach Angkor, 1950 wurde er Konservator am Museum in Phnom Penh. Seit 1953 war Boisselier wissenschaftlicher Leiter der Konservierungsarbeiten in Angkor. Nach der Unabhängigkeit Kambodschas reiste er 1955 auf Einladung des befreundeten Archäologen Prinz Subhadradis Diskul nach Thailand, wo er die Wandmalereien der buddhistischen Klöster (Wat) in Bangkok bestaunte.
Nach Paris zurückgekehrt, wurde er Mitarbeiter des Centre national de la recherche scientifique (CNRS) und übernahm als Nachfolger des verstorbenen Pierre Dupont die Leitung des Instituts für Kunst und Archäologie. Boisselier promovierte 1963 (Doctorat de Troisième Cycle) mit einer bedeutenden Arbeit über die Entwicklung der Statuen von Champa. Von 1964 bis 1971 reiste er jährlich nach Thailand, wo er Lehrveranstaltungen an der Silpakorn-Universität hielt und die französische archäologische Mission in Thailand leitete. Er forschte zur Dvaravati-Kultur (ca. 6 bis 11. Jahrhundert n. Chr.), wozu er verschiedene Stätten in Zentralthailand und auf der Malaiischen Halbinsel erkundete und an der Ausgrabung der alten Stadt U Thong arbeitete. 1971 nahm er an der Ausgrabung von Dambegoda in Sri Lanka teil.
Auf Grundlage mehrerer Schriften, darunter seinem 1966 erschienenen Handbuch der Archäologie Kambodschas, wurde Boisselier 1970 das Doctorat d’État (entspricht etwa einer Habilitation) verliehen. Im selben Jahr, in dem aufgrund einer Hochschulreform die Universität von Paris (Sorbonne) aufgeteilt wurde, übernahm er einen Lehrstuhl für Geschichte und Kultur Süd- und Südostasiens an der Universität Paris III (Sorbonne Nouvelle), den er bis zu seiner Emeritierung 1980 innehatte. Zugleich leitete er die Forschungsgruppe „Archäologie und Kulturen Süd- und Südostasiens“ und war Direktor der Lehr- und Forschungseinheit (UER; Ersatz für die aufgelösten Fakultäten) für Indien, Orient und Afrika. Boisselier wurde 1983 die Ehrendoktorwürde der Silpakorn-Universität verliehen, an der er als Emeritus zwischen 1987 und 1992 erneut lehrte.

## Ausgewählte Werke
- La statuaire khmère et son évolution (= Publications de l’École française d’Extrême-Orient. 37). EFEO, Saigon 1955.
- Tendances de l’Art khmer. Commentaires sur 24 chefs-d’œuvre du musée de Phnom Penh (= Publications du musée Guimet, Bibliothèque de diffusion. 42) PUF, Paris 1956.
- La statuaire du Champa. Recherches sur les cultes et l’iconographie (= Publications de l’École française d’Extrême-Orient. 54). EFEO, Saigon 1963.
- Asie du Sud-Est. I. Le Cambodge (= Manuel d’archéologie d’Extrême-Orient. 1). Picard, Paris 1966.
- Notes sur l’art du bronze dans l’ancien Cambodge. In: Artibus Asiae, Band 29, Nr. 4 (1967), S. 275–334.
- Mit Jean-Michel Beurdeley: La sculpture en Thaïlande. 2. Auflage, Office du libre, Fribourg 1987 [1974].
- deutsche Version: Kunst in Thailand. W. Kohlhammer, Stuttgart 1974.
- La peinture en Thaïlande. Office du livre, Fribourg 1976.
  - deutsche Version: Malerei in Thailand. W. Kohlhammer, Stuttgart 1976, ISBN 3-17-002521-X.
- Il Sud-Est asiatico (= Storia Universale dell’Arte). UTET, Turin 1986
- La sagesse du Bouddha (= Découvertes Gallimard. 194). Gallimard, Paris 2010 [1993], ISBN 978-2-07-043750-4.
  - deutsche Version: Buddha – Legende eines Auserwählten (= Abenteuer Geschichte. 48). Ravensburger Buchverlag, Ravensburg 1995, ISBN 978-3-473-51048-1.